# ۲ (میلادی)
سال دو میلادی دومین سال در تقویم گریگوری است.

## رویدادها
- آریوبرزن دوم شاه ماد آتروپاتن به پادشاهی ارمنستان رسید.
- دیدار قیصر روم گایوس سزار بر کرانه رود فرات با شاه پارتی ایران.
- پوبلیوس آلفنوس واروس و پوبلیوس وینیسیوس به مقام رایزن رومی رسیدند.
- بر تخت نشستن و ازدواج تراموزا همسر رومی فرهاد چهارم اشکانی با پسرش فرهاد پنجم (فرهادک) و خشم بزرگان ایرانی

## زادروزها
- آپولوی تیانایی، فیلسوف و ریاضیدان یونانی

## درگذشت‌ها
- قیصر روم لوسیوس سزار پسر مارکوس ویپسانیوس آگریپا و ژولیا

## منبع
Wikipedia contributors, "2," Wikipedia, The Free Encyclopedia, http://en.wikipedia.org/w/index.php?title=2&oldid=206730397